# Virelles
Virelles (en wallon Virele) est une section de la ville belge de Chimay, située en Région wallonne dans la province de Hainaut. Virelles fait partie du Parc national de l'Entre-Sambre-et-Meuse. C'était une commune à part entière avant la fusion des communes de 1977.

## Toponymie
L'origine du nom Virelles proviendrait de Virva, mot ancient se référant au Viroin, un affluent de la Meuse. En effet, l'Eau Blanche traverse le village et est elle-même un affluent du Viroin.

## Géographie
Le village se trouve à environ 3 km au nord-est de Chimay, à une altitude d'environ 210 mètres et est situé dans la vallée de l'Eau Blanche. Virelles se situe à la frontière entre deux massifs géologiques : la Fagne, caractérisée par des paysages de tourbières et sols acides, et la Calestienne, zone calcaire propice à une flore variée.

### Hydrographie
Au cœur du village se trouve l’étang (ou lac) de Virelles, un plan d’eau semi-naturel couvrant environ 80 ha, inséré dans une réserve naturelle de 130 ha. Cet étang a été aménagé au XVIe siècle à l’origine pour alimenter des forges locales. Il est alimenté par une dizaine de ruisseaux, dont le principal est le Ry Nicolas (ou Ry de Lambercies), avec un trop-plein se déversant dans la rivière de l’Eau Blanche, qui traverse Virelles avant de rejoindre le Viroin puis la Meuse.

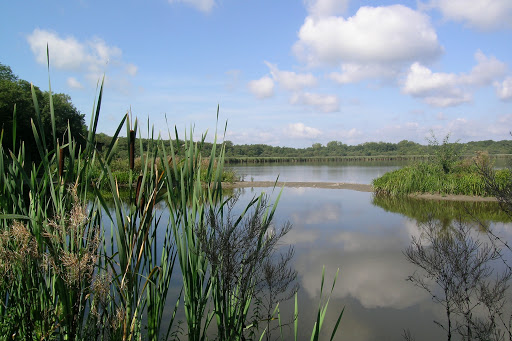
L'étang de Virelles
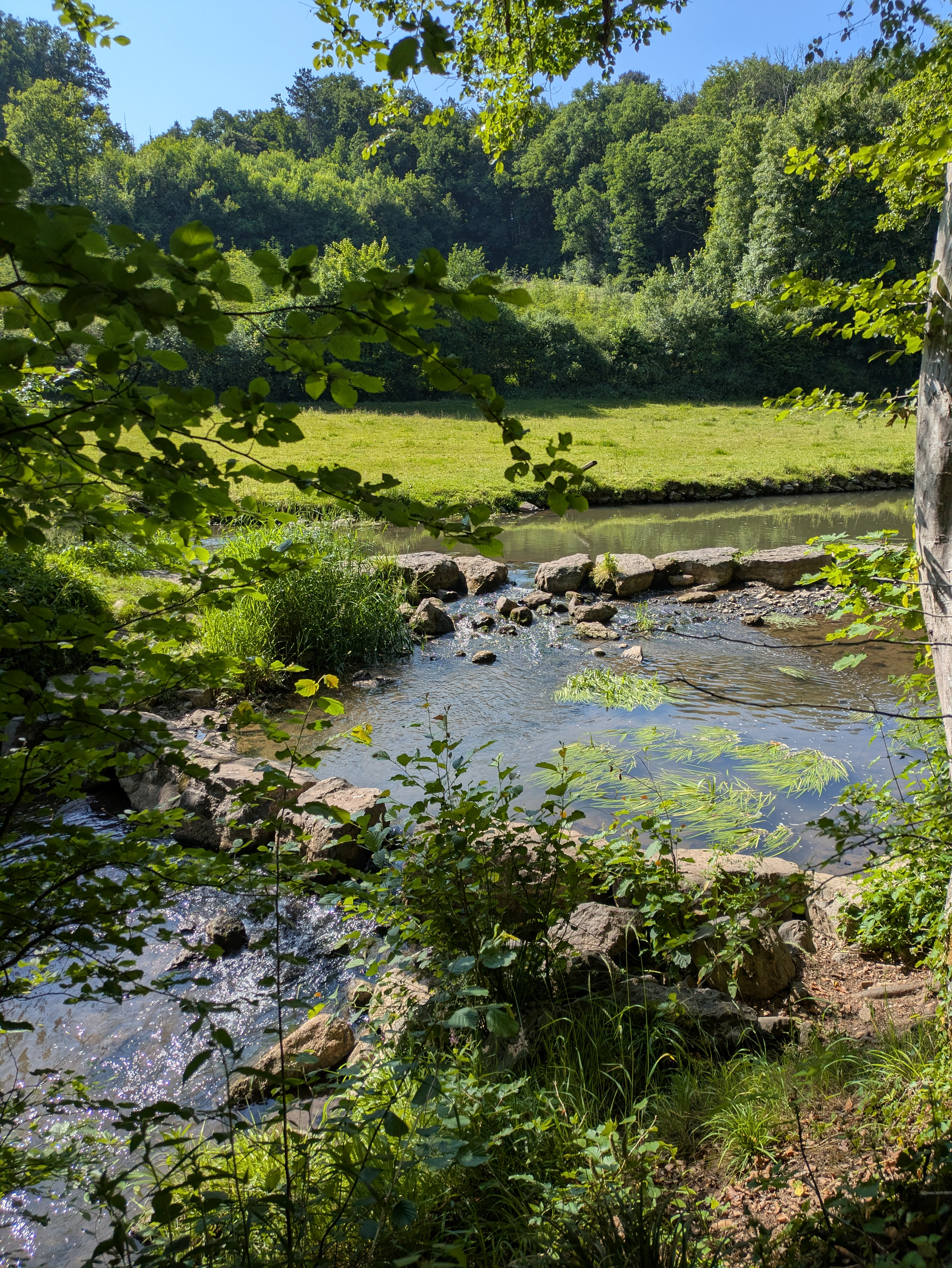
L'Eau Blanche dans le Bois de Blaimont

## Évolution démographique
- Sources : INS, Rem. : 1831 jusqu'en 1970 = recensements, 1976 = nombre d'habitants au 31 décembre.

## Histoire

### Antiquité
La région de l'Entre-Sambre-et-Meuse était déjà d'une importance majeure pour l'exploitation du fer à l'époque pré-romaine. Des fouilles ont ainsi révélé l'existence de bas fourneaux de l'époque gauloise à Virelles.

### Moyen Âge
Par acte passé en 1217 en présence de Jean, abbé de Florennes, et d’Hugues, seigneur du même lieu, Gilles, chevalier, seigneur de Merlemont, et son épouse Agnès li Turion, vendent à l’abbaye de Foigny (La Bouteille, Aisne) six muids de blé à prendre sur la grange de Foulzy (Ardennes, France). En même temps, Gilles assigne à sa femme une rente équivalente sur ses biens de Virelles.
Virelles a été très tôt partagée entre deux seigneuries : le comté de Beaumont (les Bourlers du XIVe siècle au XVIe siècle puis les Jacquier) et la principauté de Chimay. En cas de guerre, les habitants pouvaient se réfugier dans l’une ou l’autre de ces villes selon le droit de sauvement.
En 1340, le village est pillé et brûlé par les Français qui se vengent de Jean de Hainaut, qui, allié du roi d’Angleterre, avait incendié de son côté nombre de villages-frontière.

### Époque moderne
Un autre sac de Virelles est perpétré en 1636 par les troupes d’Ernest Ier d'Isembourg-Grenzau (en) lors de la Guerre de Trente Ans.
En 1697, Pierre Jacquier, maître de forges à Rance, seigneur de Lompret et Boutonville, achète aux héritiers des Bourlers une partie du territoire. Cette seigneurie passe à la famille de Maelcamp en 1810, dont une descendante Bertha-Joséphine épouse à Gand en 1870 Léon de Clercq Wissocq de Sousberghe.
Un recensement de 1764 signale l’existence de deux forges, propriétés de la famille Desmanet. Les ruines de l’une d’elles, qui avaient fait l’objet d’un classement, sont toujours visibles près du déversoir du lac du lieu.

### Époque contemporaine
Sur les hauteurs du village, la construction en 1856 de la ligne de la Compagnie de Chimay, devenue la ligne 156 Hastière-Mariembourg-Chimay-Anor, a nécessité l’édification d’un viaduc imposant composé de huit arches et surplombant l’Eau Blanche de 28 m. La halte de Virelles, ouverte en 1904, a servi d'arrêt aux trains de voyageurs puis d'abri le long du RAVeL à partir des années 2000.

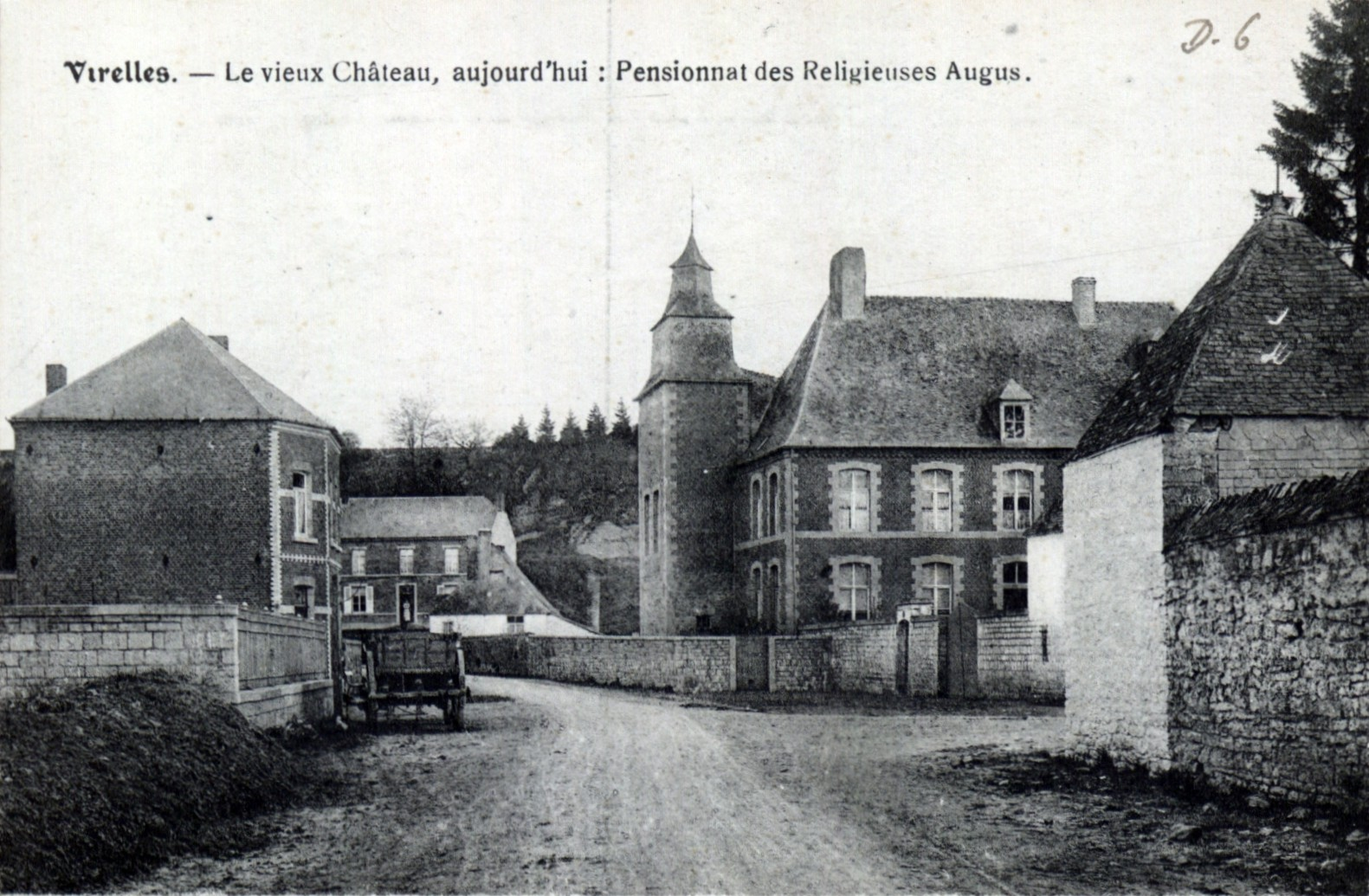
La rue de Chimay à la fin du XIXe siècle, début du XXe siècle.

Dans la nuit du 10 au 11 avril 1943, un bombardier Wellington HE 652 de la R.A.F. revenant d’une mission sur Francfort, en Allemagne, s’abat au nord du village à l’orée du bois, à gauche du chemin qui mène à Froidchapelle. L’appareil, touché par les chasseurs allemands, a dû se désintégrer en vol. Sous l’impulsion de M. Jean Lalot, témoin de la chute à l’époque, un comité s’est formé une trentaine d’années plus tard en vue d’élever un monument commémoratif en cet endroit,.
En 2013, après une enquête, le plus grand laboratoire de production d'ecstasy d'Europe a été découvert dans une ferme de la commune, tenue par des trafiquants de drogue originaires d'Europe de l'Est.
Un cimetière médiéval composé de 37 sépultures fut découvert en 2021 et a fait l'objet d'une étude archéo-anthropologique. Celle-ci a daté l'origine du cimetière entre le IXe et XIe siècle et a conclu que la population du village avait « probablement vécu dans de bonnes conditions ».

## Patrimoine et culture

### Patrimoine naturel et architectural

#### Environnement
- Le lac de Virelles et l'Aquascope : Virelles possède une réserve naturelle, ainsi qu'un centre destiné à sensibiliser les visiteurs aux problèmes de l'environnement, qui porte le nom d’Aquascope Virelles et dépend de l'association Natagora. L'étang s'étend sur 125 hectares, ce qui en fait l'un des plus grands de Belgique. En avril 2010, on y a relâché un castor européen retrouvé dans le port de Bruxelles[14]. L'Aquascope est une des entrées principales/points d'information du Parc national de l'Entre-Sambre-et-Meuse.
- La pelouse calcaire ou pelouse calcicole. Reprise dans la liste du  Patrimoine classé (1987, no 56016-CLT-0019-01), elle se trouve face à l'entrée de l'Aquascope, rue du Lac en direction de Lompret et Cerfontaine.
- Le CREAVES : le site du lac de Virelles héberge également un Centre de revalidation pour espèces animales vivant à l'état sauvage (CREAVES) inauguré le 8 avril 2007.

Roselière de l'étang de Virelles.
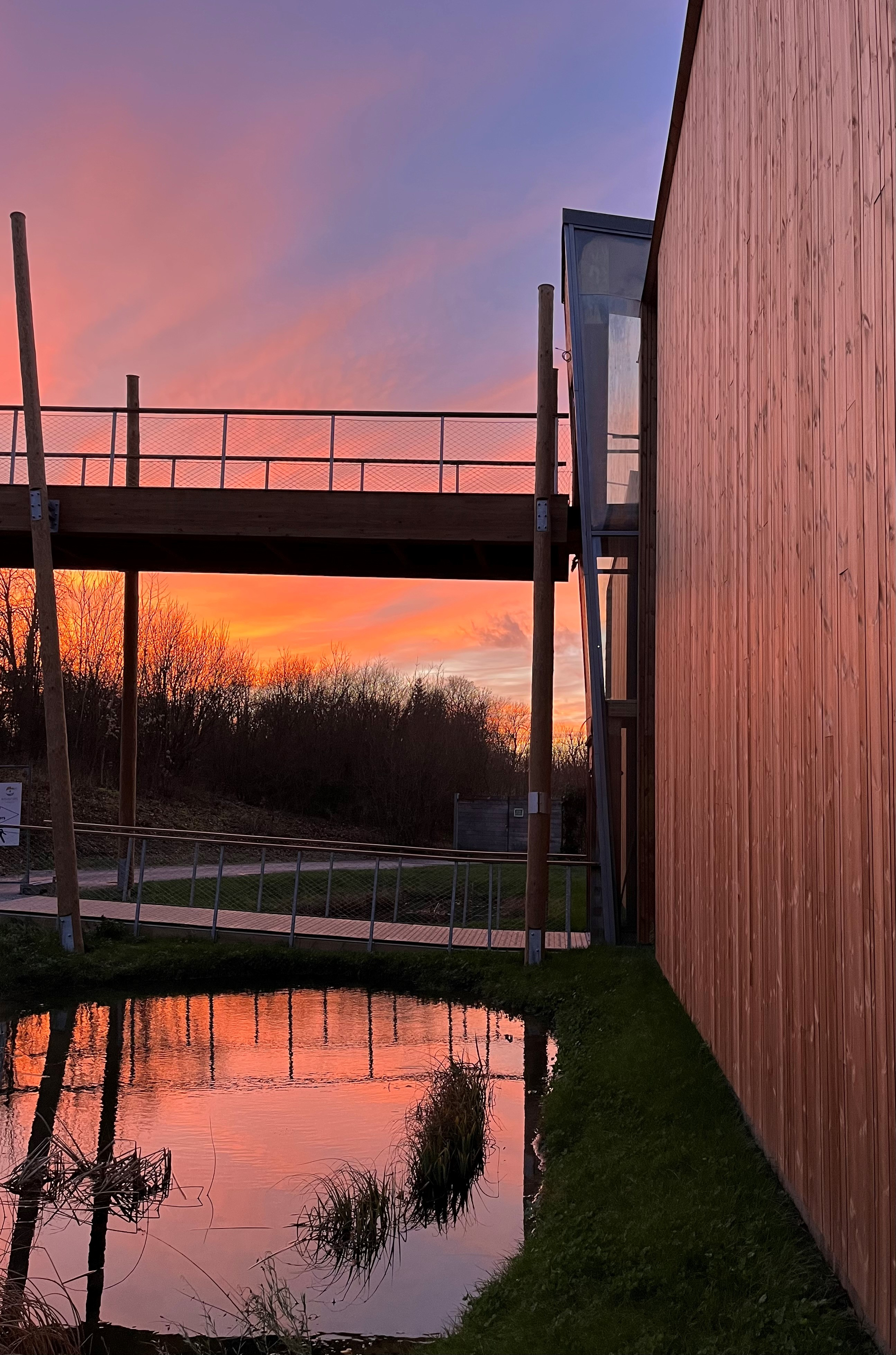
L'Aquascope.
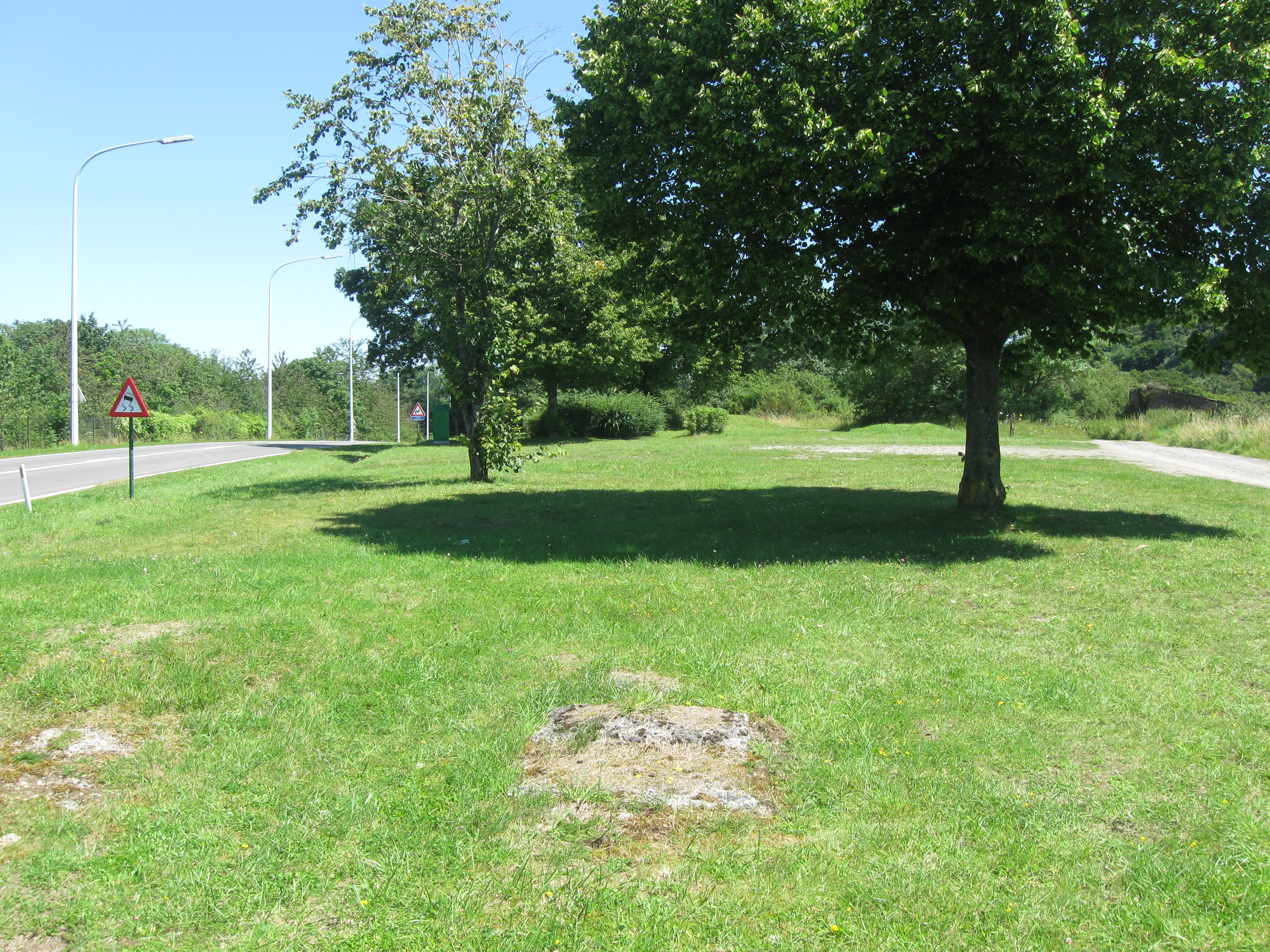
La pelouse calcaire.

#### Bâtiments
- Le château de Virelles est situé en amont de l'église. Il fut construit au XVIe siècle et profondément remanié au XIXe siècle[15]. Il est désormais une résidence privée et n'est pas ouvert au public.
- Le long de l'Eau Blanche et à proximité de l'église du village se trouve le « Vieux Château » de Virelles. Sa construction datant de 1714, il était à l'origine la résidence de la famille Desmanet, maîtres de forges installés dans le village[16]. Il fut ensuite transformé en institut de Religieuses Augustines[17] puis en auberge de jeunesse (l'Auberge de la Nature)[18]. Le bâtiment a été converti en appartements au début des années 2000.
- Sur le site du lac de Virelles, on trouve un petit pavillon de forme hexagonale. Il fut érigé au début du XIXe siècle[19] à la demande de Madame Tallien, née Thérèsia Cabarus.
- Église Saint-Martin. Édifice construit au XVIIIe siècle[20].
- Le viaduc du bois de Blaimont, structure notable de huit arches et mesurant 165 mètres de long et 28 mètres de haut. Il fut érigé en 1856 dans le cadre de la création de la ligne ferroviaire 156[21].
- Chapelle Notre-Dame de Bonne Mort. Potale du XIXe siècle[22].
- Ancien presbytère. Date du XVIIIe siècle[23].
- Ancien moulin. Remontant au XVIIIe siècle et réaménagement des ouvertures en style néo-gothique au XIXe siècle[23].
- Anciennes Forge Monseu. Datée de 1799[24].

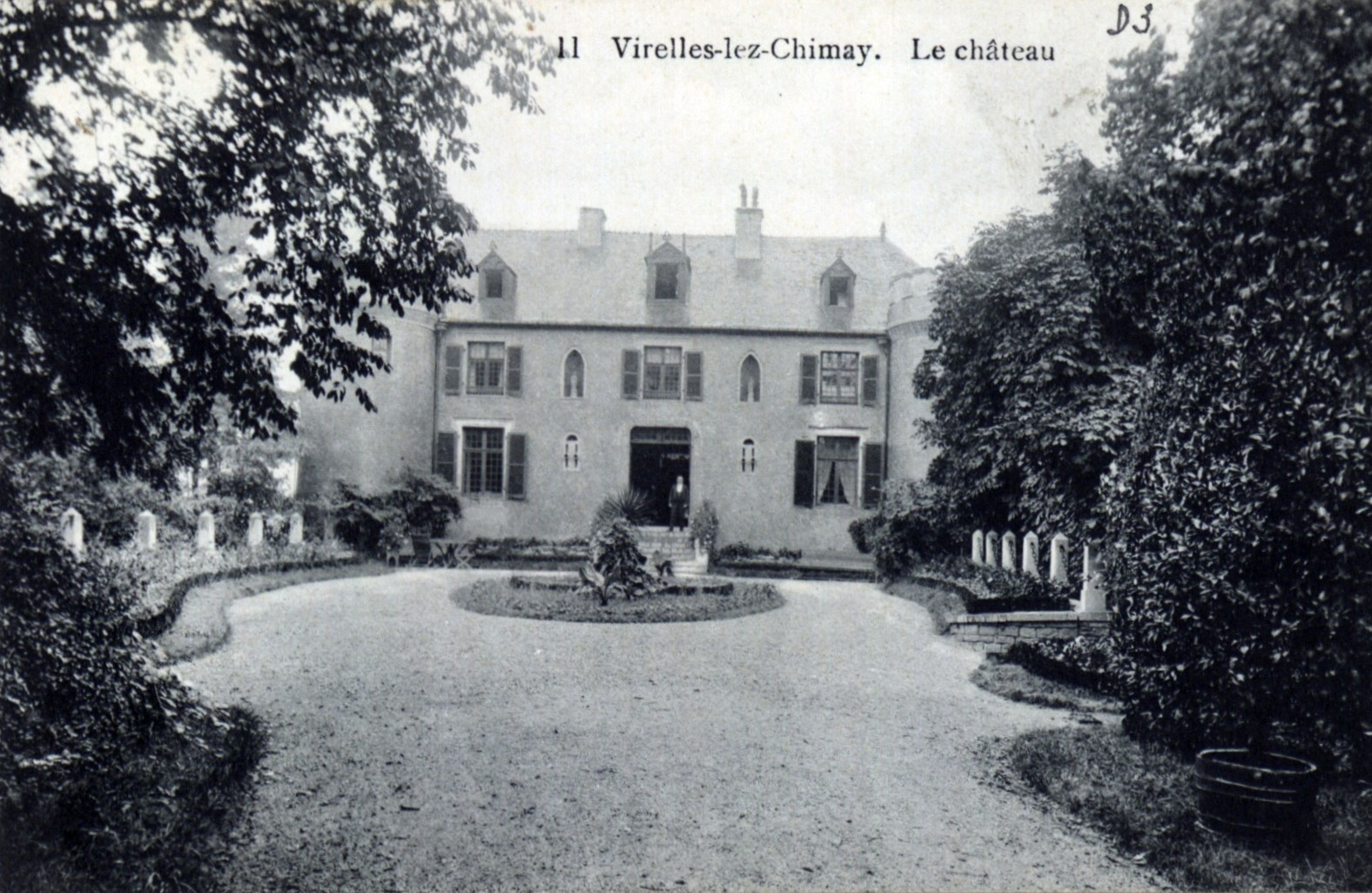
Château de Virelles à la fin du XIXe/début du XXe siècle.
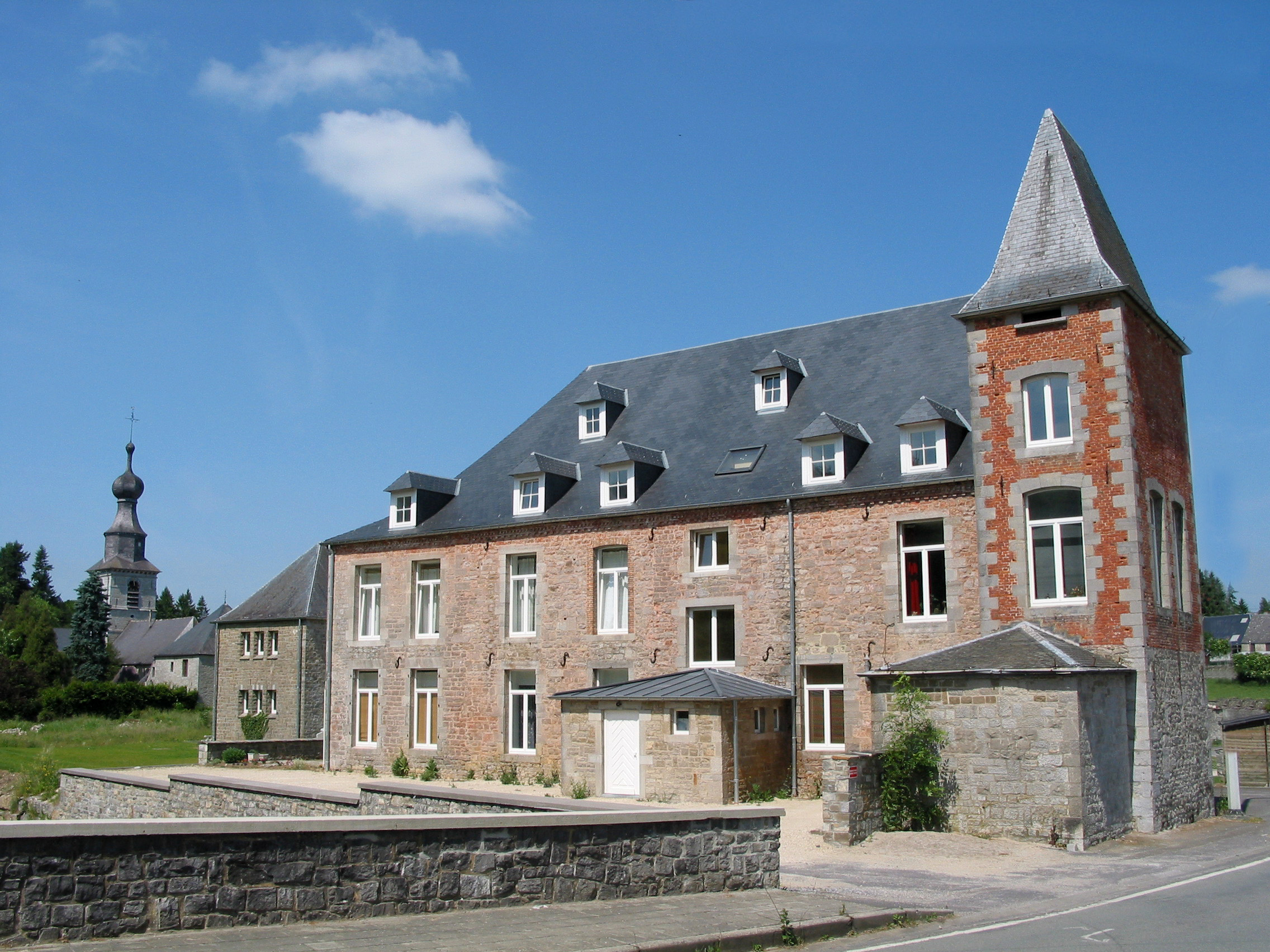
Le « Vieux Château » de Virelles.
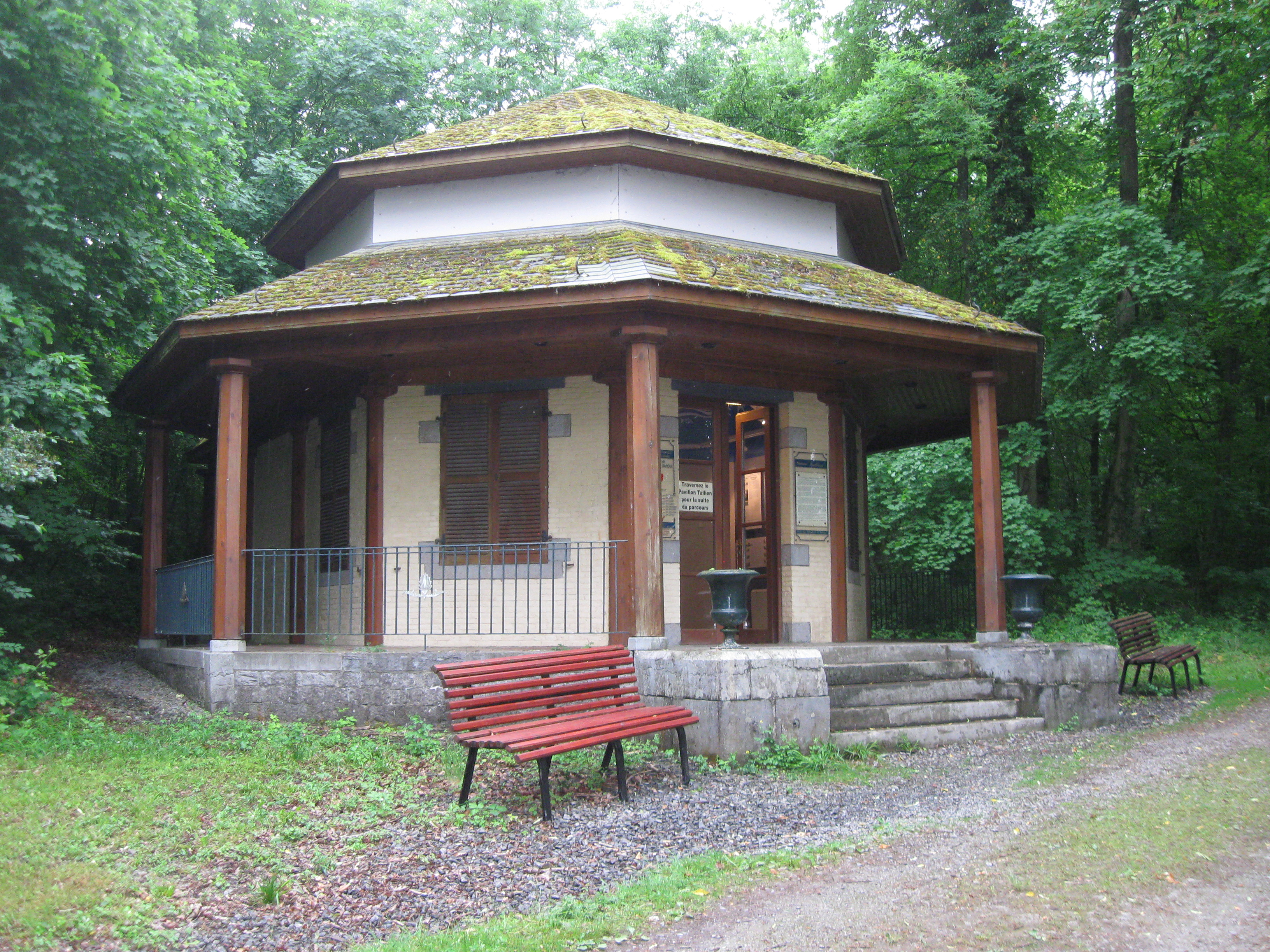
Pavillon de Madame Tallien au lac de Virelles.
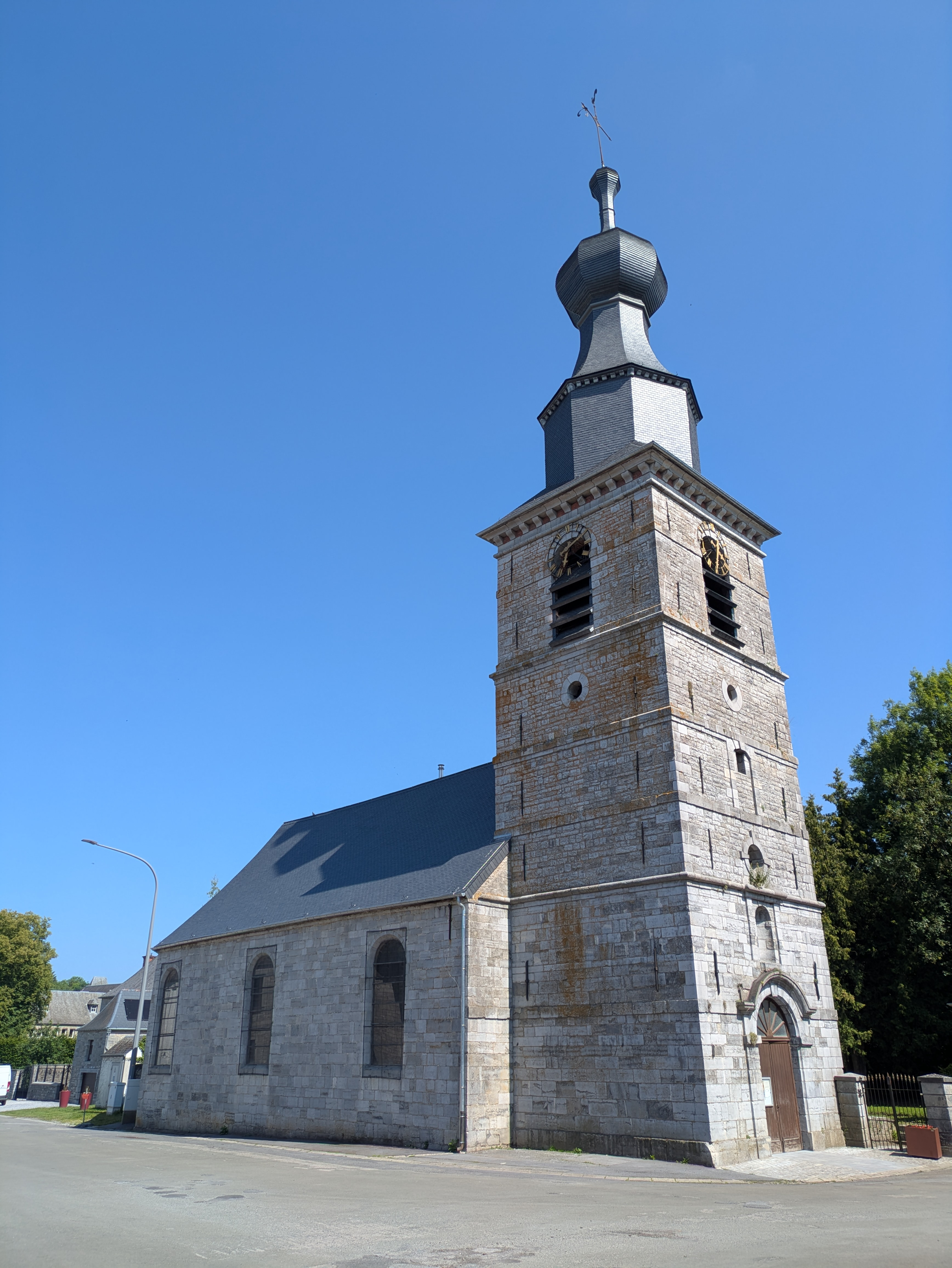
L'église Saint-Martin.
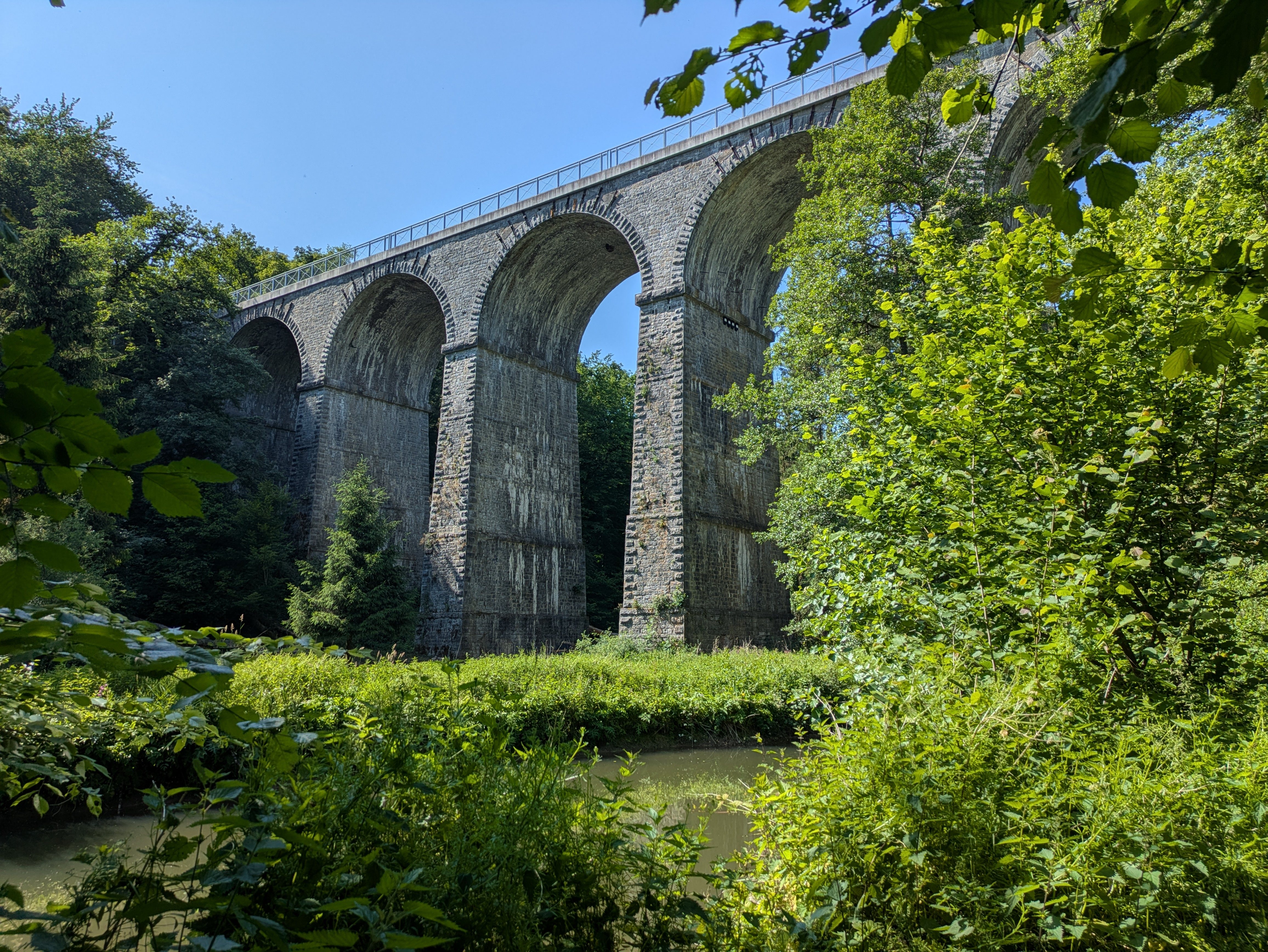
Viaduc de Blaimont.

### Culture

#### Événements
- Ducasse de Virelles (deuxième weekend de juillet) : traditionnelle fête du village organisée par la jeunesse de Virelles.
- Marche Notre-Dame de Lumière (deuxième weekend de juillet) : marche folklorique créée en 1978[25].
- Fête du Miel et de la Nature (avant-dernier dimanche d'août)[26].
- Foire aux Pommes (octobre)[27].

#### Gastronomie
- Virelles est l'un des lieux de fabrication de l'escavèche de Chimay, un plat de poisson conservé dans une sauce au vinaigre. Ce produit jouit de la protection du label de qualité européen indication géographique protégée (IGP) depuis 2021[28] et l'un des trois producteurs reconnus par ce label est situé à Virelles[29].

## Galerie d'Illustrations

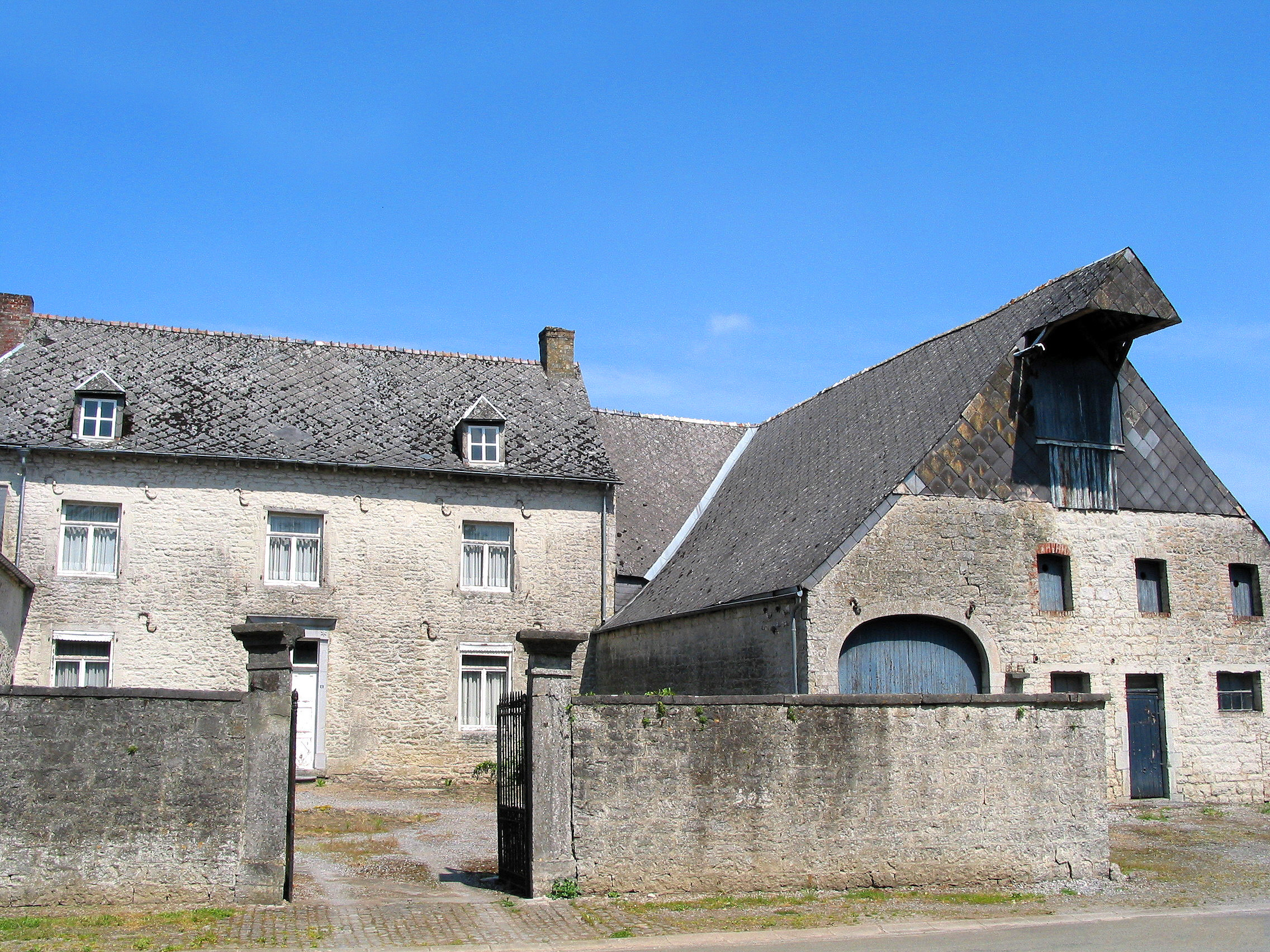
Une vieille ferme (XVIIIe siècle).
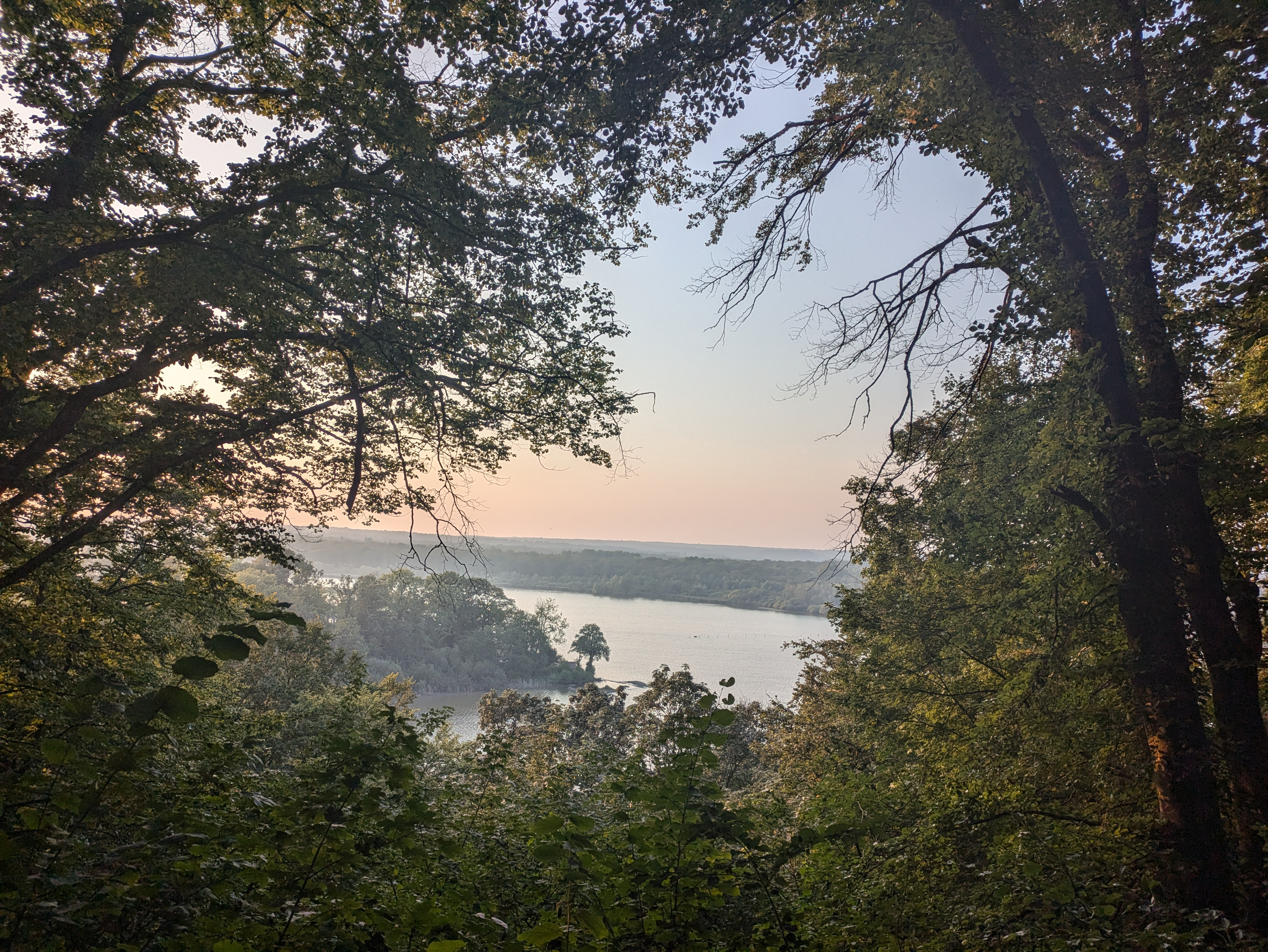
Vue du lac de Virelles depuis le bois de Blaimont.